# Frank Depestele
Frank Depestele (Tienen, 3 september 1977) is een Belgisch volleyballer. 

## Levensloop
Depestele is 1.91m lang en zijn positie is spelverdeler. Hij heeft al verschillende prijzen gewonnen, zowel met de ploeg waarvoor hij speelde als individueel. Zo werd hij al een paar keer landskampioen en hij heeft de prijs voor Beste Spelverdeler in de European Champions League gewonnen. Depestele ruilde voor het seizoen 2007-2008, het Griekse volleybalteam Iraklis Thessaloniki voor het Russische Lokomotiv Belgorod. Voor het seizoen 2008-2009 verhuisde hij weer naar Griekenland, waar hij voor Panathinaikos VC speelt. Na enkele jaren buitenlands volleybal keerde hij terug naar België, waar hij weer de kleuren van Knack Randstad Roeselare verdedigde.